# Staurastrum rugosum
Staurastrum rugosum là một loài Song tinh tảo trong họ Desmidiaceae, thuộc chi Staurastrum.